# Mordellistena paraweisei
Mordellistena paraweisei este o specie de gândac din genul Mordellistena al familiei Mordellidae. Aceasta a fost descrisă de Ermisch în 1977 și este endemică României.